# Monteverdi Safari
Monteverdi Safari — швейцарський розкішний позашляховик, вперше представлений Пітером Монтеверді в 1976 році. Його почали виробляти в 1977 році. Виробництво було припинено в 1982 році, після того, як закінчилося виробництво International Harvester Scout (на основі якого базувався Safari і з яким Safari мав багато спільних частин). Була також дешевша версія під назвою Sahara, яка зберегла оригінальний кузов Scout з деякими модифікаціями.

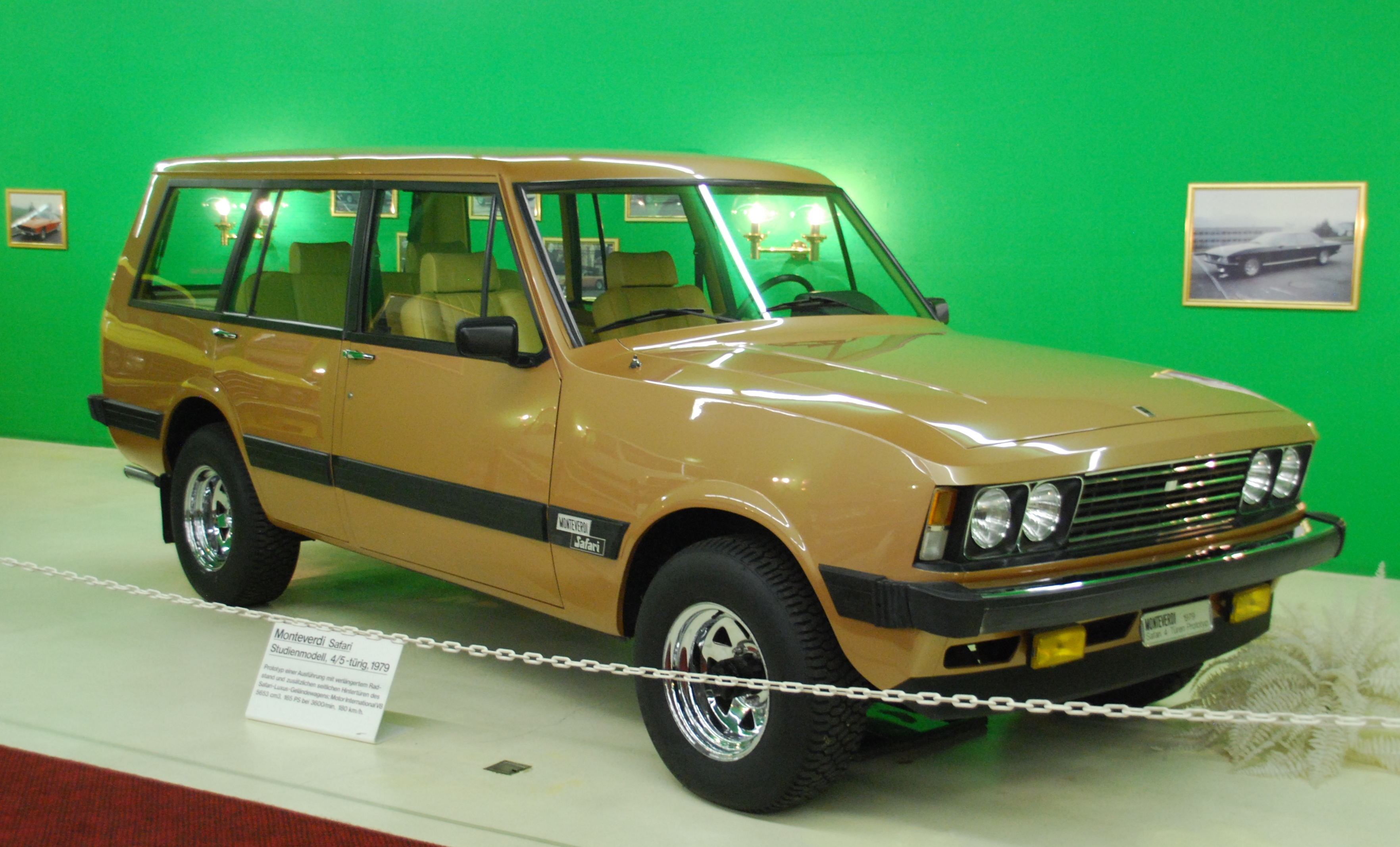
Monteverdi Safari 5-дв.

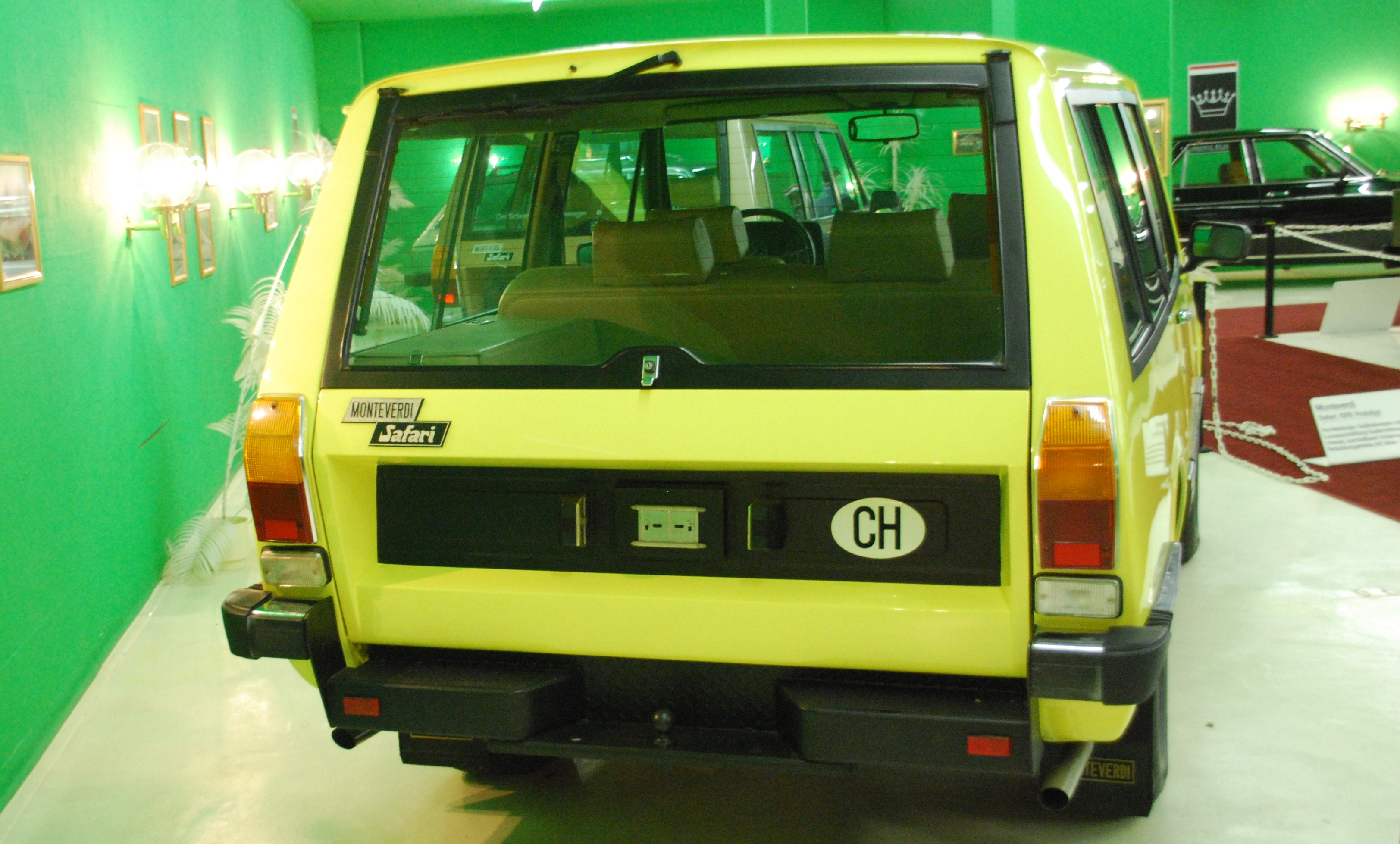

## Двигуни
- 5,2 л Chrysler 318 LA V8 160 к.с. 346 Нм (1976-1978)
- 5,7 л IH SV-345 V8 165 к.с. 400 Нм (1978-1982)
- 5,9 л Chrysler V8 132 к.с. (1976-1977)
- 7,2 л Chrysler 440 RB V8 305 к.с. (1978-1982)
- 3,2 л Diesel Nissan І6 95 к.с.